# Universidade de Quiuxu
A Universidade de Kyushu (九州大学 Kyūshū Daigaku em japonês, abreviado como 九大 Kyudai), é uma das 7 Universidades Imperiais do Japão criada na Era Meiji. 

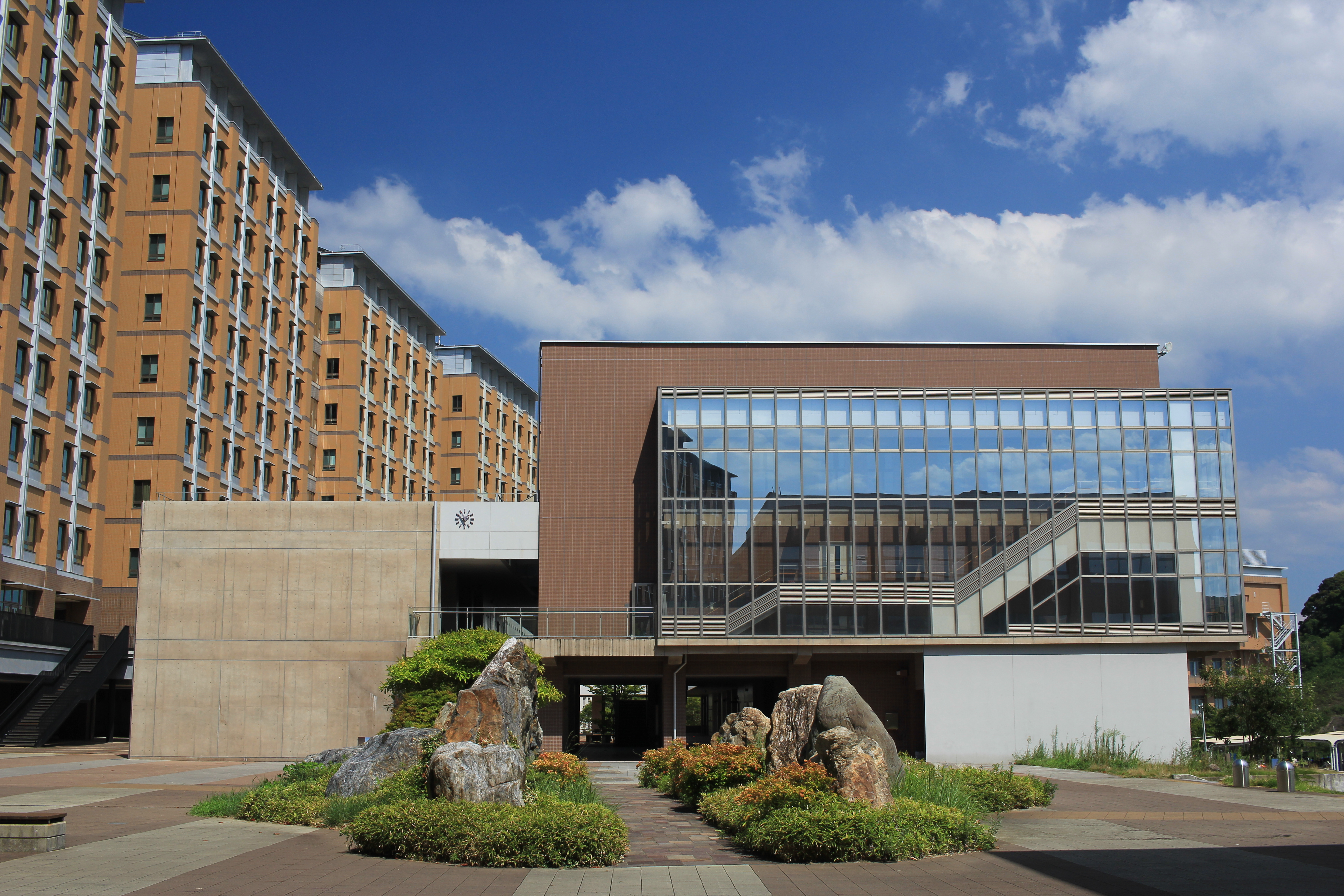
Universidade de Kyushu, Campus de Ito

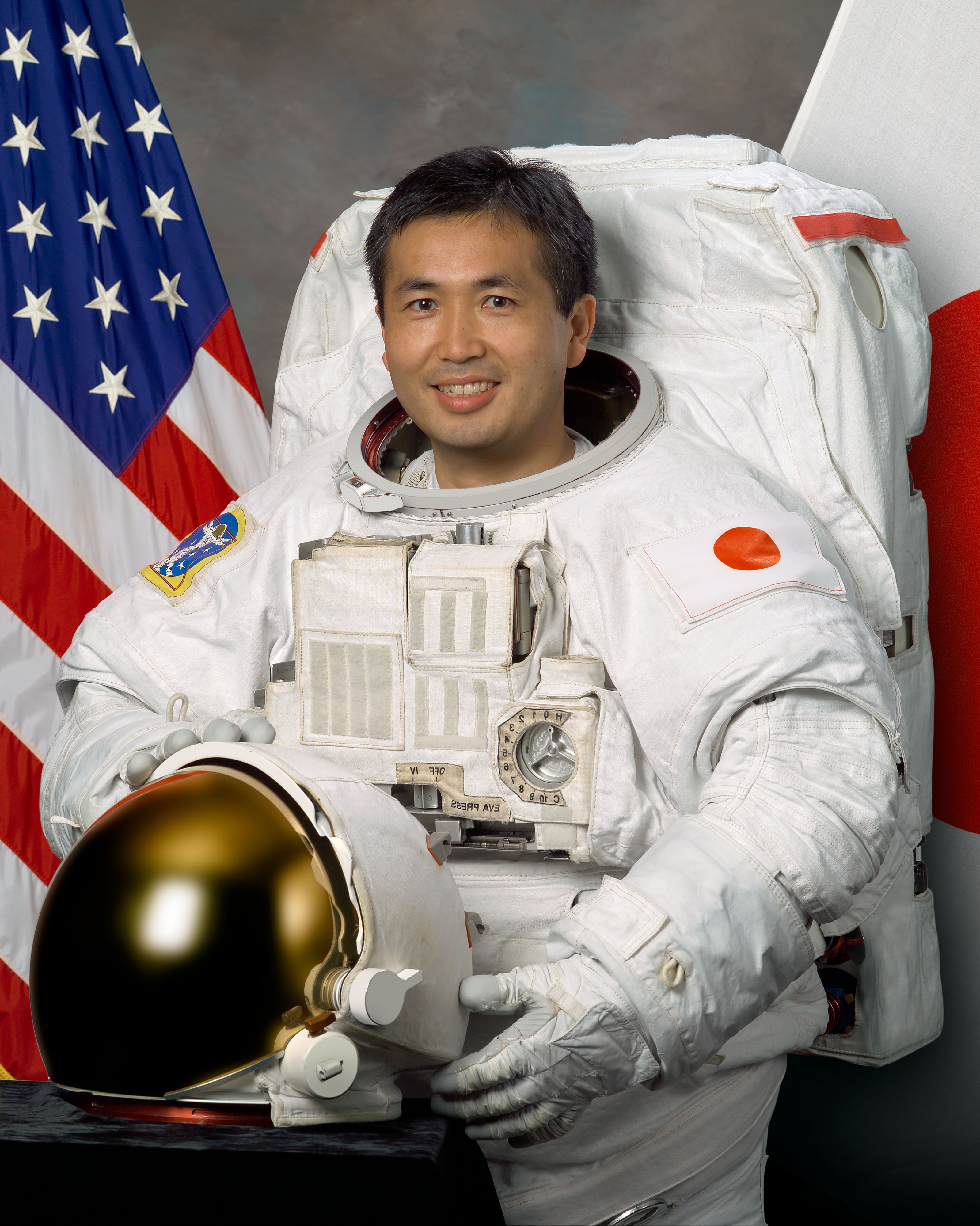
Koichi Wakata, astronauta japonês (alumni da Universidade de Kyushu).

A universidade é composta por 12 escolas de graduação, 19 de pós-graduação, 17 faculdades, 5 institutos de pesquisa, 1 hospital, e é afiliada com mais de 50 centros de pesquisa; e se situa na ilha de Kyushu, na província de Fukuoka.
A Universidade de Kyushu atende cerca de 20 mil estudantes, dos quais 2,300 são estudantes internacionais de 102 países. A universidade ocupa a 6a posição no ranking entre as universidades japonesas pela Times Higher Education World University Rankings.

## História
- Em abril de 1903, a faculdade de medicina de Fukuoka foi fundada.[2]
- Em janeiro de 1911, a Universidade Imperial de Kyushu foi fundada.[2]
- Em maio de 1949, a Universidade de Kyushu foi estabelecida sob a Lei Nacional de Estabelecimentos Escolares (National School Establishment Law).[2]
- Em outubro de 2003, o Instituto de Design de Kyushu foi integrado.[2]
- Em abril de 2004, a Universidade de Kyushu se tornou uma universidade nacional corporativa.
- Em setembro de 2018, a relocação para o Campus de Ito foi completada.[2]
- Em novembro de 2021, a universidade é selecionada para servir como uma Universidade Nacional Corporativa Designada pelo Ministério da Educação, Cultura, Desporto, Ciência e Tecnologia do Japão (MEXT), com a finalidade de fazer a Universidade de Kyushu ter um papel ativo em problemas sociais e globais nos campos de descarbonização, medicina e saúde, e meio-ambiente e alimentos.[2]

## Colaboração Internacional
- Associação das Universidades da Costa do Pacífico (Association of Pacific Rim Universities - APRU) com 61 universidades associadas.[2]
- MIRAI, uma aliança acadêmica de pesquisa e inovação entre 20 universidades japonesas e suecas.[2]
- RENKEI, uma colaboração de pesquisa e inovação entre 12 universidades japonesas e britânicas.[2]
- Kyushu-Illinois, acordo estratégico para promover uma colaboração sustentável e de benefício mútuo entre a Universidade de Kyushu e a Universidade de Illinois Urbana-Champaign.[2]
- Kyushu-SNU, ambas, a Universidade de Kyushu e a Universidade Nacional de Seul (SNU), acordaram em aprofundar suas ligação devido ao reconhecimento mútuo da alta prioridade nesta parceria.[2]

## Alumni Notáveis
- Babak Hodjat PhD, co-fundador e CEO da Sentient Technologies.

- Hakaru Hashimoto (橋本 策 5 maio 1881 - 9 janeiro 1934), doutor cuja pesquisa levou à descoberta de uma doença crônica da tireóide, a Tiroidite de Hashimoto.
- Genichi Taguchi (田口 玄一, 1 janeiro 1924 - 2 junho 2012), doutor que desenvolveu uma metodologia que utilizava a aplicação de métodos estatísticos objetivando melhorar a qualidade dos produtos manufaturados.
- Koichi Wakata (若田 光一) PhD, foi o primeiro comandante japonês da Estação Espacial Internacional.
- Kōsuke Morita (森田 浩介), físico nuclear experimental que liderou o time que descobriu o elemento Nihonium (elemento de número atômico 113 da tabela periódica).
- Sunao Tawara (田原 淳), patologista autor da descoberta do nódulo auriculoventricular (Node of Tawara).